# Капитан Сингльтон
«Жизнь и пиратские приключения славного капитана Сингльтона» (англ. The Life Adventures and Pyracies of the Famous Captain Singleton) или просто «Капитан Сингльтон» — роман британского писателя Даниеля Дефо, опубликованный в 1720 году. Основан на биографии пирата XVII века Генри Эвери. В первой части главный герой путешествует по Африке, где ведёт торговые дела, во второй части описываются его морские путешествия, причём литературоведы видят заметное сходство с «Робинзоном Крузо».